# Comitato Olimpico di Taipei Cinese
Il Comitato Olimpico di Taipei Cinese o Comitato Olimpico di Taiwan (noto anche come 中华奥林匹克委员 in cinese semplificato, 中華奧林匹克委員會 in cinese tradizionale o Zhōnghuá Táiběi Àolínpǐkè Wěiyuánhuì in pinyin) è un'organizzazione sportiva taiwanese, nata nel 1960 a Taiwan.
Nel 1979, il Comitato Olimpico Internazionale approvò una risoluzione a Nagoya, Giappone, rinnovando il Comitato Olimpico Cinese nel CIO, e rinominando il comitato che si riferiva a Cina Taipei con il nome odierno.
Rappresenta questa nazione presso il Comitato Olimpico Internazionale (CIO) dal 1960 ed ha lo scopo di curare l'organizzazione ed il potenziamento dello sport in Taiwan e, in particolare, la preparazione degli atleti taiwanesi, per consentire loro la partecipazione ai Giochi olimpici. L'associazione è, inoltre, membro del Consiglio Olimpico d'Asia.
L'attuale presidente del comitato è Thomas W. Tsai, mentre la carica di segretario generale è occupata da Kevin Kuo-I Chen.